# Episodi di Kevin Spencer (terza stagione)
La terza stagione della serie animata Kevin Spencer, composta da 19 episodi, è stata trasmessa in Canada, da The Comedy Network, dal 15 ottobre 2000 al 10 marzo 2001.
In Italia la stagione è inedita.
| nº | Titolo originale                                      | Prima TV USA     |
| -- | ----------------------------------------------------- | ---------------- |
| 1  | Homeward Bound                                        | 15 ottobre 2020  |
| 2  | Invisible Sociopath                                   | 22 ottobre 2020  |
| 3  | Night School                                          | 29 ottobre 2020  |
| 4  | Bruno Gerussi Must Die                                | 5 novembre 2000  |
| 5  | Festival of Flowers                                   | 12 novembre 2000 |
| 6  | Operators Are Standing By                             | 19 novembre 2000 |
| 7  | Mont Surreal                                          | 26 novembre 2000 |
| 8  | Homunculus                                            | 3 dicembre 2000  |
| 9  | Drunken Welfare Man vs. Evil                          | 10 dicembre 2000 |
| 10 | Jacked In                                             | 7 gennaio 2001   |
| 11 | M.O.W.                                                | 13 gennaio 2000  |
| 12 | Practical Jokes                                       | 20 gennaio 2000  |
| 13 | Orion                                                 | 27 gennaio 2000  |
| 14 | Much Like Percy, Christmas Only Comes But Once a Year | 3 febbraio 2001  |
| 15 | Dooley and Chubbs                                     | 10 febbraio 2001 |
| 16 | Pat-riot-ism                                          | 17 febbraio 2001 |
| 17 | Blackout                                              | 24 febbraio 2001 |
| 18 | A Day in School                                       | 3 marzo 2001     |
| 19 | Web54U                                                | 10 marzo 2001    |

## Homeware Bound
- Diretto da: Adrienne Reid
- Scritto da: Rick Kaulbars

### Trama
Kevin, ancora bloccato su un'isola, è coinvolto in una disputa con il suo amico immaginario, Allen. La coppia si imbatte in "Hughopia", una civiltà dall'altra parte dell'isola che è stata lì da sempre.

## Invisible Sociopath
- Diretto da: Adrienne Reid
- Scritto da: Rick Kaulbars

### Trama
Dopo che Percy confessa a Kevin di aver detto alla mafia del Quebec che il ragazzo aveva segretamente visto la moglie del boss della mafia, Pete Wilcox e Bull aiutano Kevin a fingere la sua morte prima di assumere l'identità di Renaldo Sanchez. Nel frattempo, un losco uomo d'affari ha assunto Percy.

## Night School
- Diretto da: Adrienne Reid
- Scritto da: Rick Kaulbars

### Trama
Timmy, un ragazzino hacker della scuola, si ribella ai suoi genitori yuppie e fa amicizia con Kevin. Dopo aver fatto schiantare la Porsche del padre di Timmy nella scuola, i due portano il caos nei corridoi. Più tardi assaggiano dei fantomatici funghi magici del bidello che provocano ai due la visione di una "scimmia con l'ascia".

## Bruno Gerussi Must Die
- Diretto da: Adrienne Reid
- Scritto da: Rick Kaulbars

### Trama
Le azioni di Kevin hanno attirato cattiva stampa nella scuola, quindi il consiglio di amministrazione decide di costringere il ragazzo ad entrare nel club degli scacchi. La sua carriera negli scacchi procede magnificamente e Kevin riesce ad arrivare alla competizione nazionale. Percy e la mamma scoprono che l'attore canadese Bruno Gerussi ha vissuto nella parete dietro la loro TV e ha escogitato un piano per conquistare la televisione americana.

## Festival of Flowers
- Diretto da: Adrienne Reid
- Scritto da: Rick Kaulbars

### Trama
Kevin fa irruzione nei resti di una casa bruciata alla ricerca di parti per costruirsi un amico robotico. Trova un Game Boy posseduto dal fantasma di un bambino morto nell'incendio della casa. Quando l'amico ragno robotico di Kevin mangia il Game Boy posseduto, il ragno diventa gigante e crea scompiglio durante l'annuale Festival dei Fiori della città.

## Operators Are Standing By
- Diretto da: Adrienne Reid
- Scritto da: Rick Kaulbars

### Trama
Dopo che Percy viene mandato alla John School e Kevin viene gettato in prigione dopo aver fermato il traffico, la mamma deve accettare un lavoro come telemarketer per mantenersi. Kevin finisce per lavorare nella divisione del lavoro aziendale della prigione, prenotando le vacanze per il pubblico. Quando l'amante della mamma, Marty chiama per organizzare un viaggio con Anastasia, Kevin decide di fare una visita a Marty quando esce dalla prigione.

## Mont Surreal
- Diretto da: Adrienne Reid
- Scritto da: Rick Kaulbars

### Trama
Il fantasma di Rene Levesque perseguita Kevin durante una visita dal Nonno Spencer a Montreal. Dopo essere stato arrestato per aver violato la regola dei segni con la sua maglietta inglese, Percy incontra un trafficante di droga e organizza con lui un piano per trasportare la droga e darla ai premiati cani da corsa del nonno.